# Нікша Добуд
Нікша Добуд  (хорв. Nikša Dobud, 5 серпня 1985) — хорватський ватерполіст, олімпійський чемпіон.

## Виступи на Олімпіадах
| Олімпіада   | Дисципліна | Місце |
| ----------- | ---------- | ----- |
| Лондон 2012 | водне поло | 1     |